# Андриянов (Львовская область)
Андриянов (укр. Андріянів) — село в Комарновской городской общине Львовского района Львовской области Украины.
Население по переписи 2001 года составляло 363 человека. Занимает площадь 1,023 км². Почтовый индекс — 81564. Телефонный код — 3231.